# Perleberg
Perleberg este un oraș din districtul rural Prignitz, landul Brandenburg, Germania.

## Istoric
Orașul a fost membru al alianței politice, militare și economice al Ligii Hanseatice originare (1267 - 1862).

## Galerie de imagini

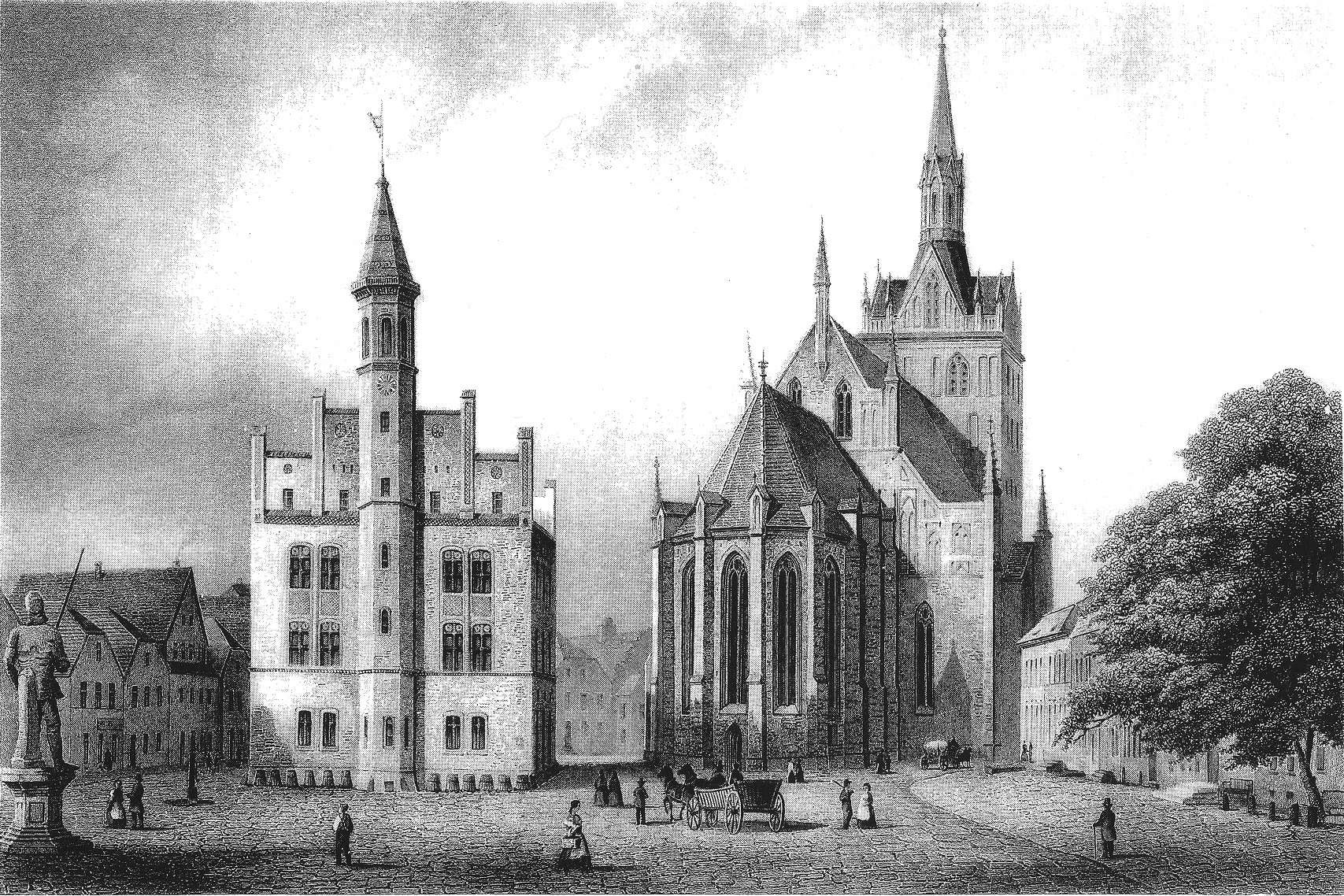
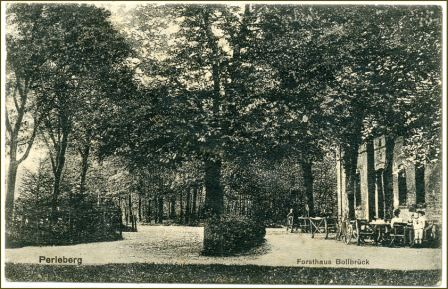
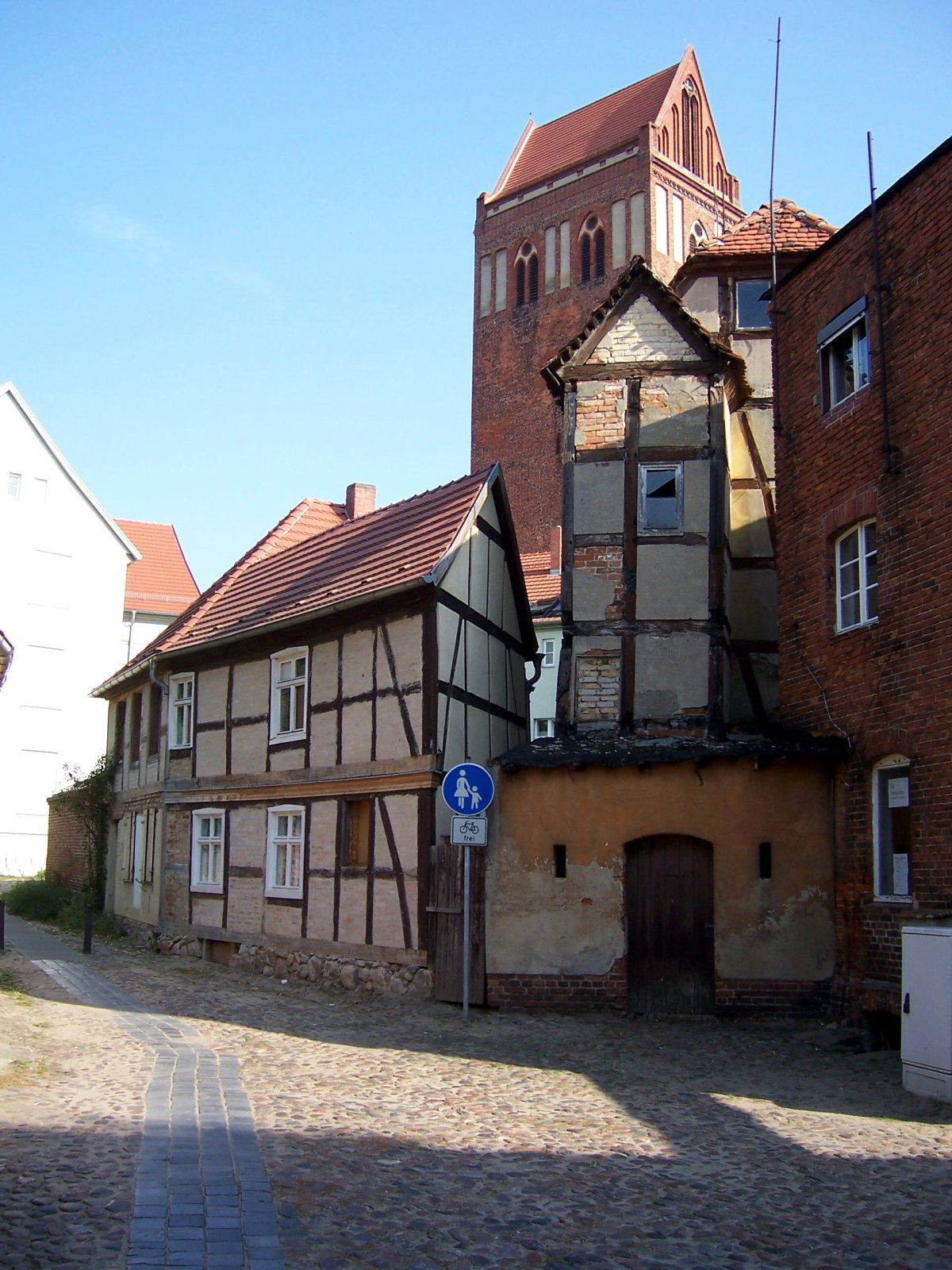
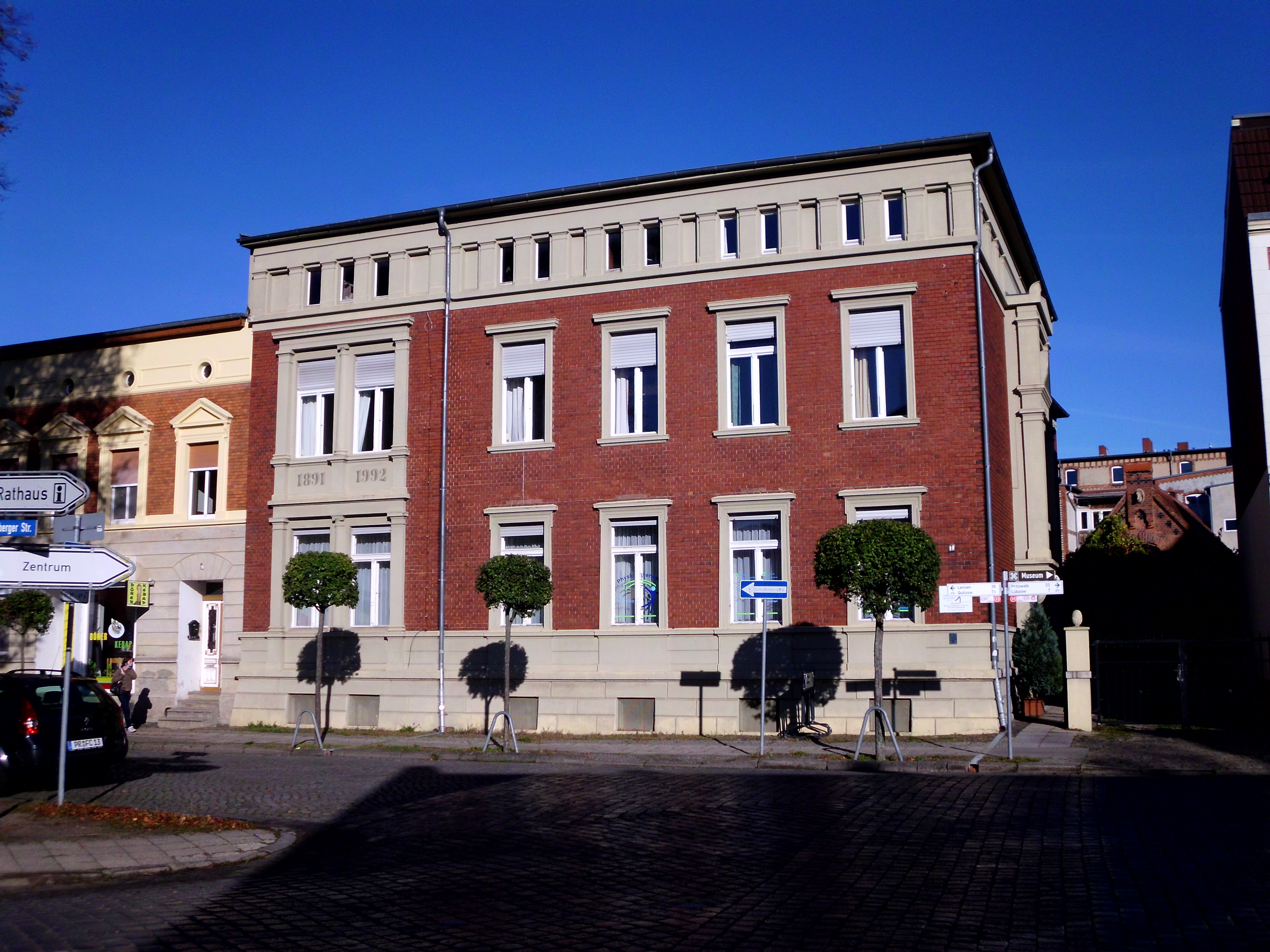